# Atymna distincta
Atymna distincta är en insektsart som beskrevs av Frederick Byron Plummer. Atymna distincta ingår i släktet Atymna och familjen hornstritar. Inga underarter finns listade i Catalogue of Life.